# 第七六二海軍航空隊
第七六二海軍航空隊（だい762かいぐんこうくうたい）は、日本海軍の部隊の一つ。フィリピン・台湾・沖縄防衛の主力爆撃隊として、第二次世界大戦（大東亜戦争）終盤に哨戒・爆撃・雷撃に従事した。通称は「輝」部隊。「T攻撃部隊」としても運用された。

## 沿革

### T攻撃部隊
1943年（昭和18年）中期から第一航空艦隊の再建、基地航空隊の充実化を目指して、多数の海軍航空隊が編成された。七六二空もそのひとつで、1944年2月15日原隊を新竹航空基地として開隊。第一航空艦隊第六十二航空戦隊に編入された。

2月19日に761空で雷撃教育を受けていた陸軍飛行第98戦隊が編入され、雷撃教育を継続した。戦局の悪化に伴い、5月5日付で連合艦隊附属に引き抜かれあ号作戦には投入せずに訓練を重ねた。
1944年6月15日第二航空艦隊の編制に伴い721空編入。あ号作戦失敗を受けて、フィリピン戦線に投入すべく再編し、7月10日付で第五二二海軍航空隊・第五二四海軍航空隊・第五四一海軍航空隊を七六二空に一本化したが、旧五二二・五二四・五四一空は、新機種の銀河および彗星を主力としたため、器材調達の遅れと搭乗員養成の遅れが目立ち、実用化が大幅に遅れていた。
また、陸軍航空隊から飛行第7戦隊・飛行第98戦隊が762空の作戦指揮下に編入されていた。
あ号作戦以降、日米の航空戦力はますます懸隔して、日本がアメリカに対抗するためには敵の意表を突く何らかの方策による活路が求められた。
日本の航空機はアメリカの空母群に到達する前に、電探（レーダー）により探知され、その情報が戦闘指揮所（Combat Information Center）に伝わり、そこからの無線電話により誘導された戦闘機に捕捉されており、それを突破して空母群に到達してもVT信管を装備した高角砲弾による重厚な対空砲火を受けていた。
また、日本は航空機生産力、搭乗員の練度から戦闘機隊の増強に実効性に自信を欠いており。
そこで想定作戦場面（日本本土、台湾、比島、南西諸島）が台風常襲経路であり、かつ予期される敵進攻時期も過去の統計から10日から週1度の頻度で台風が発生する来襲期であることから機会到来は高確度であること、台風による悪天候で海面が荒れるため、敵戦闘機の出撃、対空砲火を制約・阻害でき、
意表を突くことができることから軍令部作戦課航空部員源田実中佐によってT攻撃部隊が提案された。
「T」とはTyphoon(台風)の頭文字とも言われるが、編成に当たった軍令部参謀鈴木栄二郎によれば、部隊の主攻撃が魚雷であることからTorpedo(魚雷)の頭文字であるという。捷号作戦において第二航空艦隊指揮下にT攻撃部隊も加わり、第六基地航空部隊戦策では夜間、不良天候に乗じる攻撃はT攻撃部隊が基幹となり、対機動部隊戦法の中核として期待された。。
軍令部の方針として源田の意見は採用され、攻撃は敵の活動が不十分な夜間、荒天により発着困難な昼間の2つに決まり、
- 1．熟練搭乗員を基幹として優秀な若年搭乗員を加え編成すること、
- 2．新機材、新兵器を優先させること、
- 3．特殊気象観測陣を編成すること、
- 4．戦時編成上、各航空艦隊に編入し、作戦実施において航空出身の若手指揮官に統一指揮させることとした[3]。

1944年7月23日図上演習で軍令部からT攻撃部隊案が明らかにされた。
- 台風を利用した攻撃を本旨とし、機会がなければ夜間攻撃を行うこと。
- 部隊の目標戦果はエセックス級空母10隻撃沈破。編成は飛行機隊の他、専属の気象班を設けること。
- 8月末までに使用可能なように練成を行うこと。紫電の戦闘機用電話を計画して進めること。
- 実施のためには通信施設の強化が必要なため、中央、各航空艦隊、各基地間に有線通信を設置するとともに各部隊の通信確保手段を講じること。
- 気象班には気象観測船、無人観測船、雷電測定器を配備する。
- 魚雷頭部（V頭部）、ロケット爆弾（T金物）といった新兵器も利用すること。
- 索敵面から電波探信儀（レーダー）は必要不可欠な搭載兵器であり、改良して重視すること。
- 決戦前にも適用を考慮し、存在期間は実績によるとした。

一方で、同図上演習で第二航空艦隊からは、昼間攻撃、薄暮攻撃、T攻撃部隊による夜間攻撃の三者を攻撃部署として各種組み合わせによって第1から第4まで定め、状況に応じてそのいづれかを適用する戦法を示した。
これは後日、第六基地航空部隊が規定した戦策に発展したものである。この2航艦が示した作戦実施過程は、索敵の結果以外、作戦指導、戦果報告、損害など台湾沖航空戦と類似した内容であった。
1944年8月21日連合艦隊長官豊田副武大将は「T攻撃部隊編成並びに作戦要領」を下達し、第二航空艦隊専属T部隊指導部が発足。指揮官久野修三（762空司令）、航空参謀田中正臣、通信参謀池澤正己、整備参謀小長谷睦治、気象班長坂東正明が9月1日付で762空付兼2航艦参謀として任命された。
T攻撃部隊用の台風に関する教育映画もPCL映画会社に委託され、軍令部三部今井信彦少佐の協力で作成された。軍令部土肥一夫参謀によれば台風と気圧の関係、気圧と機内高度計の関係など搭乗員に必要な能力開発を主眼にしており、ある程度役割を果たしたという。
1944年9月1日におけるT攻撃部隊予定戦力は、偵察第11飛行隊、偵察第301飛行隊、戦闘第701飛行隊以外は概ね計画実働兵力を充足していた。3隊の支障は彩雲、瑞雲、紫電の遅延が原因であった。1944年9月上旬、総合教練が行われ、9月8日視察した源田部員は「夜間攻撃はなお演練の余地が大であるが、風速17m（730mm）の荒天突破の域に達するのは容易」、総合評価は「ギルバート作戦における第24航空戦隊（当時二流と見られていた部隊）程度」とした。。
報告は以下の通り。最大の欠陥は電探関係、真空管不足と技量未熟が原因。攻撃計画は、現参加兵力130機（戦闘機を除く）、54機が偵察触接、80機が攻撃、偵察機は戦訓から多い。攻撃順序は、薄暮に銀河隊が攻撃、続いて夜間に陸攻が攻撃。1攻撃隊を24機とすれば4-8が触接し、16機程度が攻撃する。無線が空中で過集中だが、被害を考えれば整理される。通信は良好だが、電信員の素質低下のため、各基地通信に欠陥がある。照明兵器の良否に不安がありさらに研究が必要。航空魚雷改七の荒天使用の適否に研究が必要。
しかし、第2航空艦隊司令長官福留繁中将はT攻撃の成立を疑問視しており、T攻撃部隊は決戦の一撃に夜間攻撃に使用し、悪天候下に乗じるのは最後の切り札として決行すると表明した。連合艦隊司令長官豊田副武は部隊用法については第二航空艦隊司令長官福留に一任し、不能の時は無理をすることはないと話した。。
T攻撃部隊は戦時編制上では別々の部隊に所属し、連合艦隊長官の兵力部署により762空司令久野修三大佐の指揮を受けることになっていたが、軍令部は訓練を見て戦時編制でも一つにするのが適当と判断し、1944年10月10日偵察第11飛行隊、戦闘第303飛行隊、戦闘第701飛行隊、攻撃262飛行隊、攻撃703飛行隊を原隊から762空に編入した。偵察第301飛行隊は横空から801空に移り、連合艦隊長官の編力部署で久野の指揮を受けることになった。762空でT攻撃部隊に属さなかった攻撃第3飛行隊、攻撃第405飛行隊、攻撃第406飛行隊は第七六三海軍航空隊として新編することになった。762空の構成は以下のようになった。
- 偵察隊…偵察第11飛行隊（彩雲主体）
- 戦闘隊…戦闘第701飛行隊（紫電主体）、戦闘第303飛行隊
- 艦上爆撃/攻撃機隊…攻撃161飛行隊（彗星主体）・攻撃262飛行隊（天山主体）
- 陸上爆撃/攻撃機隊…第708飛行隊・攻撃703飛行隊（いずれも一式陸上攻撃機主体）・攻撃第501飛行隊（銀河主体）、陸軍飛行第七戦隊・陸軍飛行第九八戦隊（ともに四式重爆撃機「飛龍」主体）
- 762空以外のT部隊戦力…801空偵察第301飛行隊（瑞雲主体））

1944年10月3日前後に決行を予定した「丹作戦」のため、T攻撃部隊で比較的練度の高かった攻撃第501飛行隊（銀河36機）、偵察第11飛行隊（彩雲6機）が一時的に第三航空艦隊第752海軍航空隊に編入される。源田実参謀が連合艦隊と指導した作戦であり、部隊の練度の低さから暗夜の攻撃が不可能なため、満月に近い黎明に攻撃するように工夫され、マーシャル泊地に寄港した機動部隊を奇襲攻撃を決行する予定であった。
しかし、作戦用補給資材を輸送する潜水艦は消息不明となり、機動部隊はマーシャルに帰投せず、サイパンに帰投したため、「丹作戦に準ずる作戦」と改め、サイパンに帰投した機動部隊を目標にした。10月4日偵察を行うも発見せず、機動部隊は西に出動してしまい、作戦は次の月明期まで延期となるが、台湾沖航空戦、比島沖海戦によって丹作戦兵力であるT攻撃部隊を消耗して実現しなかった。
第2航空艦隊司令長官福留繁中将は、1944年10月10日那覇空襲を受けて、T部隊に夜間攻撃を命令するが断念。11日早朝に索敵を行い、正午に機動部隊を発見すると18時30分12日の作戦要領を発令した。T攻撃部隊には「別令に依り黎明以後、沖縄方面に進出し台湾東方海面の敵に対し薄暮攻撃及び夜間攻撃を行う」と意図を明らかにした。
11日沖縄小禄飛行場に全力進出命令。攻262・九八戦隊のみ進出。12日小禄進出を撤回、鹿屋・宮崎・出水より直接攻撃に変更し、台湾沖航空戦の緒戦にT部隊を投入した。17時30分、本土発の陸攻・銀河隊68機、薄暮攻撃。終了後は台湾に退避。43機喪失。19時、小禄発の攻262・九八戦隊44機、夜間攻撃。25機喪失。月13日台湾より第二次攻撃28機。18機喪失。10月14日本土・台湾より総攻撃47機。27機喪失。16日に25機を出撃させたが、会敵ならず引き返した。同航空戦では他部隊と共に大戦果を報告したが、18日第九〇一海軍航空隊偵察機が敵機動部隊を再発見し、後に戦果誤認が発覚する。
台湾沖航空戦でのT攻撃部隊は暗夜の攻撃となり、ほとんどの電探が故障、照明隊は吊光投弾の使用困難からほぼ実施せず、触接機はなく夜間索敵となったため、攻撃避退および戦果確認が至難となった。
この航空戦では、捷号作戦で期待されたT攻撃部隊のほとんどを消耗してしまった。それでも搭乗員80組が残っており、ただちに再編に着手するが、早くても10月末まで回復の見込みがなく、捷号作戦のレイテ沖海戦において第六基地航空部隊は精鋭のT攻撃部隊の活躍を期待できず、練度の低い混成の実働機300機にも及ばない航空兵力を主力として臨まなければならなくなった。
レイテ沖海戦に備え、台湾の第二航空艦隊はルソン島に進出した。この際に残存T部隊を含め、進出が下令された。二航艦はT部隊100機の進出が可能と見積もったが、壊滅したT部隊にはその余力はなかった。再建作業に追われたT部隊は10月24・25日の航空総攻撃には参加できなかった。11月1日には二航艦から連合艦隊に転籍し、本格的再編作業に着手することとなった。11月19日マニラ湾の敵船団を目標に台湾からの渡洋雷撃に14機を派遣し、10機を喪失し、戦果はゼロに終わった。11月24日、宮崎への撤退が命じられ、台湾からT部隊は退いた。本土に帰還して以後、「T攻撃部隊」の名称はあまり使われなくなる。

### 特攻作戦
1944年（昭和19年）12月20日、桜花特攻部隊である第七二一海軍航空隊とペアで第十一航空戦隊を結成し、主力正規爆撃隊へと変容した。
定数は陸偵24・戦闘48・陸爆48だが、フィリピン進出の際に出撃した戦闘701飛行隊が第七六一海軍航空隊に転出して以後、護衛戦闘機隊が七六二空に編入されることはなかった。
再編後は、香取飛行場に偵察11飛行隊・攻撃501飛行隊・陸軍第七飛行戦隊、豊橋飛行場に攻撃262飛行隊、鹿屋飛行場に第九八飛行戦隊を置いて訓練に当たった。
1945年（昭和20年）2月上旬頃より、沖縄の地上戦への備えが始まった。七六二空は2月11日をもって第五航空艦隊に転籍し、正規爆撃の一翼を担うことになった。その間、攻撃第406飛行隊が新たに七六二空に編入された。
- 3月1日　南九州に展開。鹿屋（偵11彩雲14機・攻501銀河9機）、出水（攻406陸攻10機・銀河28機）、宮崎（攻262銀河7機・七戦隊飛龍27機）、築城（攻262銀河16機）、大刀洗（七戦隊飛龍10機・九八戦隊飛龍13機）、鹿児島（九八戦隊飛龍13機）。
- 3月11日　第二次丹作戦（ウルシー環礁薄暮強襲＝特攻）決行。「梓特別攻撃隊」と命名された銀河24機が参加。うち15機がウルシー在泊中の米艦隊への突入を無電で報告。戦果は1機が空母「ランドルフ」に体当たりして中破させたのみ。突入を断念してヤップ島の基地に不時着した3機（指揮官・黒丸直人大尉機を含む）のうち、無傷だった1機（落合勝飛曹長機）のみが、不時着した3機の搭乗員全員を乗せて14日に鹿屋に帰還。
- 3月18日　九州沖に敵機動部隊接近、七戦隊・九八戦隊・攻501出撃、7機喪失。
- 3月19日　出水基地より攻406出撃、1機が急降下爆撃で空母フランクリンを大破させる。
- 3月20日　攻501・九八戦隊出撃、4機喪失。
- 3月21日　攻406・攻501出撃、12機喪失。
- 3月26日　天一号作戦発動。攻501・七戦隊・九八戦隊出撃。
- 4月1日　地上戦開始。
- 4月3日　攻262、8機のうち3機が特攻。
- 4月11日　33機で対艦攻撃。
- 4月12日　30機で対艦攻撃。
- 4月14日　18機で対艦攻撃。

この頃から南九州への基地強襲が激化する。陸軍太刀洗飛行場は主目標となり、七戦隊・九八戦隊の組織的攻撃は急激に散発的になる。
- 5月12日　第三次丹作戦決行。銀河12機参加。しかし出撃直後に迎撃され断念。

10回にわたる菊水作戦にも、七六二空は散発的に参加しているが、6月21日の攻撃を最後に本土決戦用に温存策が図られることになり、指揮下の飛行隊は攻撃第501飛行隊に統合され、主力部隊は、島根県斐川町に造成された大社基地という秘匿飛行場に疎開・展開した。
五航艦では、七六二空を決号作戦時の夜間雷撃隊として活用するべく、8月3日に第六三四海軍航空隊・第九三一海軍航空隊とともに第32航空戦隊を編成したが、敗戦とともに解散した。

## 主力機種
- 紫電
- 一式陸上攻撃機
- 銀河
- 天山
- 彗星
- 四式重爆撃機

## 歴代司令
- 柴田文三 大佐：昭和19年2月15日 -
- 田中義雄：昭和19年7月10日 -
- 久野修三：昭和19年9月15日 - 戦後解隊